# Котвасиці
Котвасиці (пол. Kotwasice) — село в Польщі, у гміні Малянув Турецького повіту Великопольського воєводства.
Населення — 698 осіб (2011).
У 1975-1998 роках село належало до Конінського воєводства.

## Демографія
Демографічна структура станом на 31 березня 2011 року:
|          | Загалом | Допрацездатний вік | Працездатний вік | Постпрацездатний вік |
| -------- | ------- | ------------------ | ---------------- | -------------------- |
| Чоловіки | 356     | 88                 | 236              | 32                   |
| Жінки    | 342     | 88                 | 192              | 62                   |
| Разом    | 698     | 176                | 428              | 94                   |